# Guriauna
Guriauna là một chi bướm đêm thuộc họ Noctuidae.